# Strictement platonique
Strictement platonique est une série télévisée française en 26 épisodes de 26 minutes créée par Michel Catz et diffusée entre le 1er juillet et le 26 août 2012 sur France 2 et rediffusée en 2014 sur France 4. Destinée aux jeunes, elle raconte avec dérision la vie imaginaire, sentimentale et professionnelle d'une bande d’amis sur fond d'héroïsme et de magie.

## Synopsis
Hugo (Baptiste Lecaplain), 21 ans, vit avec ses deux colocataires, Sybil et JB.
Il traîne entre la fac et l’Otaku Tower, une boutique spécialisée de mangas où il travaille à mi-temps.
Un jour, il trouve le Khifu, un cahier magique qui lui permet de contrôler les événements, mais eux seulement, pas les sentiments.
Malgré cela, il va tout tenter pour séduire Moïra, la voisine d’en face…

## Distribution

### Acteurs principaux
- Baptiste Lecaplain : Hugo Belasta
- Fabien Ara : JB Sandoval
- Edith Alain-Miatti : Sybil Madinina
- Capucine Lespinas : Moïra Bertinelli
- Audrey Giacomini : Lili
- Sébastien Giray : Nathan Scar
- Marion Stamegna : Céleste Desanges
- Willy Cartier : Orhan Kismet
- Nabiha Akkari : Izel Kismet
- Candice Lartigue : Pancho

### Invités
- Marie-Clotilde Ramos-Ibanez : Valentine (épisode 1)
- Davy Mourier : M. Tito (épisode 3)
- Mour : M. Kismet (épisode 3)
- Christine Gidrol : Mme Sandoval (épisode 4)
- Benjamin Blanchy : Marlon Bilson (épisode 5)
- Fabien Lucciarini : M. Prat
- Éric Soubelet : Gilles Belasta (épisodes 6 et 24)
- Diane Robert : Lucie (épisode 6)
- My chau Nguyen Thi : Barbara (épisodes 8 et plus)
- Camille Ravel : M.E.D.H.I (épisode 8)
- Jérémie Poppe : Achille (épisode 8)
- Arnaud Pfeiffer : le Flic (épisodes 8 et 10)
- Yves Collignon : M. Mortez (épisodes 9 et 24)
- Dorothée Pousséo : Anna (épisode 10)
- Oliver Cywie : Aurélien Bertinelli (épisode 11)
- Avy Marciano : Dario (épisode 12)
- Thomas Ancora : Taddeo (épisode 12)
- Louise Delage : Natasha (épisode 13)
- Christiane Bopp : Sonia Belasta (épisode 14)
- Isabelle Desplantes : Linda + Mlle de Mesmaeker (épisode 14)
- Alison Wheeler : Jenny (épisode 15)
- Frédéric Siuen : Zhao (épisode 15)
- Nicolas Lagière : Cosplayeur Didier (épisode 19)
- Julien Sitbon : Cosplayeur Yakuza (épisode 19)

## Épisodes
1. Je mérite mieux que toi
2. L’Âge d’or
3. Amitiés viriles
4. Les cochons d'Inde se cachent pour mourir
5. L'amour est ailleurs
6. Mâme Bovary
7. Les Liaisons super dangereuses
8. Amour artificiel
9. Le Lapin rose
10. Superfragilistic
11. Exorcise-moi !
12. In bed with Moïra
13. Touche pas à Hugo
14. Serviteur pour dames
15. Le Sybil Show
16. Princesses & Détresses
17. Deux Hommes pour le prix d'un
18. Les Précieux ridicules
19. Magical Girl
20. Je l'aime moi non plus
21. Scoop toujours
22. Justice & Jupettes
23. Nathan 2.0
24. La Maman et le Lutin
25. Jalousie & Papyrus
26. La Fille de tes rêves